# ステーションクリエイト高知
 株式会社ステーションクリエイト高知（ステーションクリエイトこうち、英: Station Create kochi Co., Ltd.）は、かつて存在した高知県に本社を置く四国旅客鉄道（以下JR四国とする）のグループ企業である。JR四国高知県管内において、主に貸店舗の管理運営・駐車場等の営業・飲食店の経営を行っていた日本の企業である。
2022年10月1日にJR四国ステーション開発株式会社（同日付で株式会社ステーションクリエイト東四国から商号変更）に合併され、同社高知支店となる。

## 本社・営業所
名称・所在地は公式サイトによる。
- 本社

所在地：高知市栄田町2丁目1番17号

## 主な事業
- 専門店運営事業
  - カフェCOCOCHIコーヒー（喫茶店）
- 貸店舗
  - 朝倉駅構内
  - 須崎駅構内

## 過去の主な事業
- 専門店運営事業
  - 会津喜多方ラーメン蔵（FC）（ラーメン）
  - えいてぃえいと（土産、飲料、弁当、酒類）
  - エルスター（コンビニエンスストア）
  - 喜多方ラーメン麺小町（ラーメン）
  - ジョイフル（レストラン喫茶）
  - エキカフェ（喫茶店）

- 貸店舗
  - 越知駅構内

## 沿革
- 1997年8月22日 株式会社ステーションクリエイト高知設立[2]。本社を高知市北本町二丁目7番34号に置く。
- 1997年10月1日 営業開始。
- 2008年2月26日 本社を高知市栄田町二丁目1番17号に移転。

## 歴代社長
| 代数 | 氏名     | 在任期間                      | 出身校 | 備考                                     |
| ---- | -------- | ----------------------------- | ------ | ---------------------------------------- |
|      | 森本俊一 | - 2002年6月                   |        |                                          |
|      | 暮石宏明 | 2002年6月 - 2014年6月         |        |                                          |
|      | 八木成幸 | 2014年6月 - 2017年6月14日     |        |                                          |
|      | 大山真美 | 2017年6月15日 - 2019年6月23日 |        |                                          |
|      | 井村啓司 | 2019年6月24日 - 2021年6月     |        |                                          |
|      | 宮脇正行 | 2021年6月 - 2022年6月16日     |        | 非常勤、ステーションクリエイト東四国社長 |
|      | 杉浦崇史 | 2022年6月17日 - 2022年9月30日 |        | 非常勤、ステーションクリエイト東四国社長 |